# Frijol

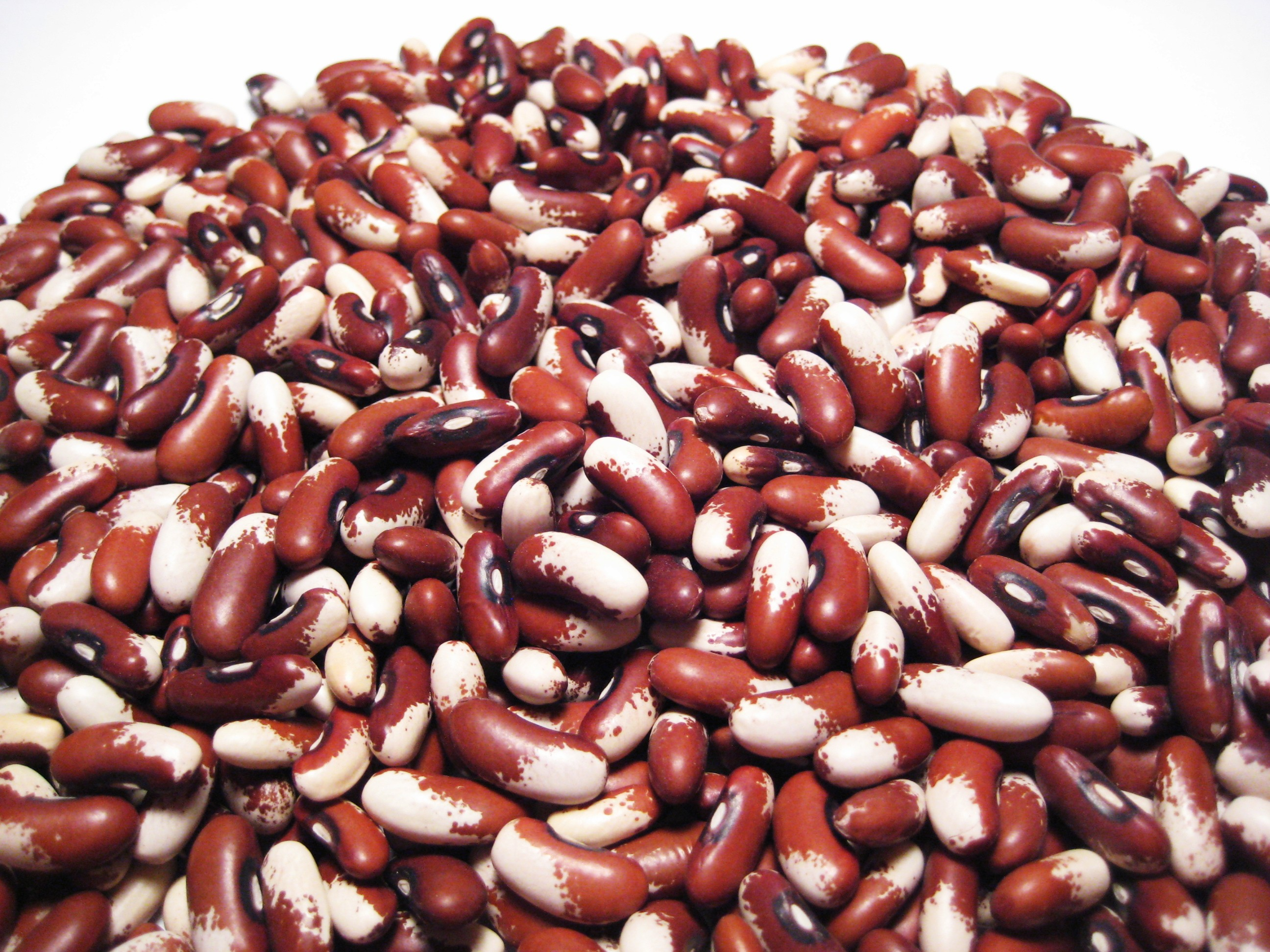
Alubia seca "Painted Pony" (Phaseolus vulgaris')

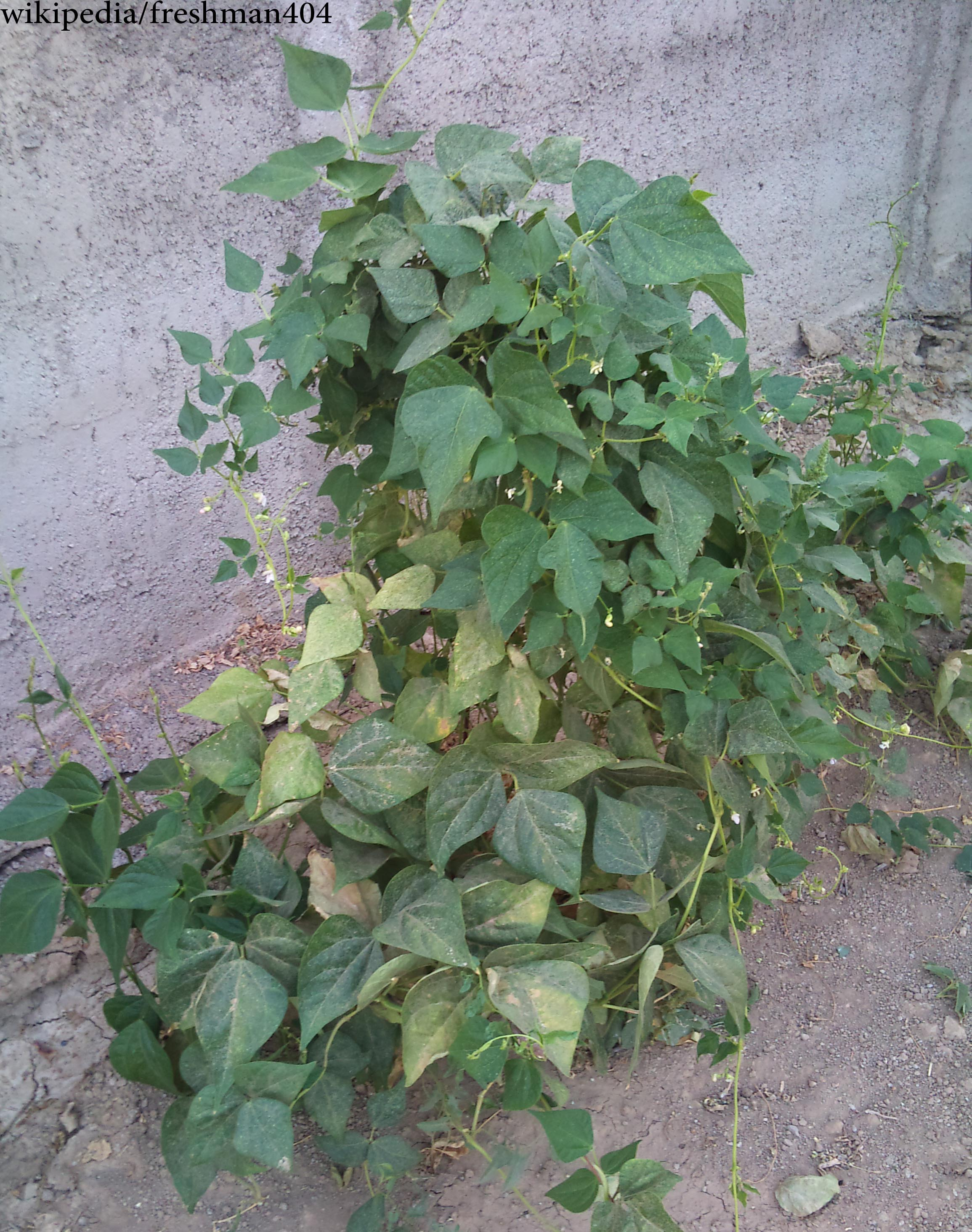
Planta de frijoles

Un frijol (también fríjol), habichuela, judía, poroto, frejol (también fréjol), frisol (también frísol) o xpelón, es la semilla de uno de los varios géneros de las plantas con flor de la familia Fabaceae, que se utilizan como hortalizas para la alimentación humana o animal. Se pueden cocinar de muchas maneras diferentes, incluyendo hervir, freír y hornear, y se utilizan en muchos platos tradicionales en todo el mundo.

## Terminología
Las semillas denominadas frijoles suelen incluirse entre los cultivos denominados legumbres (leguminosas), aunque las palabras no siempre son intercambiables (el uso varía según la variedad de la planta y la región). Ambos términos, frijoles y legumbres, suelen reservarse para los cultivos de grano y, por tanto, excluyen las legumbres que tienen semillas diminutas y se utilizan exclusivamente para fines no cerealeros (forraje, heno y ensilaje), como el trébol y la alfalfa. La Organización de las Naciones Unidas para la Agricultura y la Alimentación define "frijoles, secos" (código de artículo 176) como aplicable únicamente a las especies de Phaseolus. Este es uno de los varios ejemplos de cómo los sentidos de las palabras más estrechos aplicados en reglamentos comerciales o en botánica a menudo coexisten en lenguaje natural con sentidos de las palabras más amplios en uso culinario y uso general; otros ejemplos comunes son sentido estricto de la palabra nuez y el sentido más amplio de la palabra nuez, y el hecho de que el tomate es una fruta, botánicamente hablando, pero suele tratarse como verdura en el uso culinario y general. En relación con esto, otro detalle de uso es que varias especies de plantas que a veces se llaman judías, entre ellas Vigna angularis (judía azuki), mungo (gramo negro), radiata (gramo verde) y aconitifolia (frijol polilla), fueron una vez clasificadas como Phaseolus pero más tarde fueron reclasificadas-pero la revisión taxonómica no detiene completamente el uso de sentidos bien establecidos en el uso general.

## Cultivo
A diferencia del guisante estrechamente relacionado, los frijoles son un cultivo de verano que necesita temperaturas cálidas para crecer. Las leguminosas son capaces de fijar nitrógeno y, por lo tanto, necesitan menos fertilizante que la mayoría de las plantas. La madurez suele ser de 55 a 60 días desde la siembra hasta la cosecha. A medida que las vainas de los frijoles maduran, se vuelven amarillas y se secan, y los frijoles del interior cambian de verde a su color maduro. Como enredadera, las plantas de frijol necesitan apoyo externo, que puede tomar la forma de "jaulas" o postes especiales para frijoles. Los nativos americanos solían cultivarlos junto con maíz y calabaza (las llamadas Tres Hermanas), con los tallos de maíz altos actuando como soporte para los frijoles.

## Gastronomía
La gastronomía latinoamericana tiene una gran fortaleza gracias al frijol, pues es un alimento con muchos beneficios para las personas que lo consumen, además de ser un alimento que tiene un sabor exquisito, y mayormente lo pueden acompañar con todo tipo de platillos, o a su vez servirse solo.

## Historia

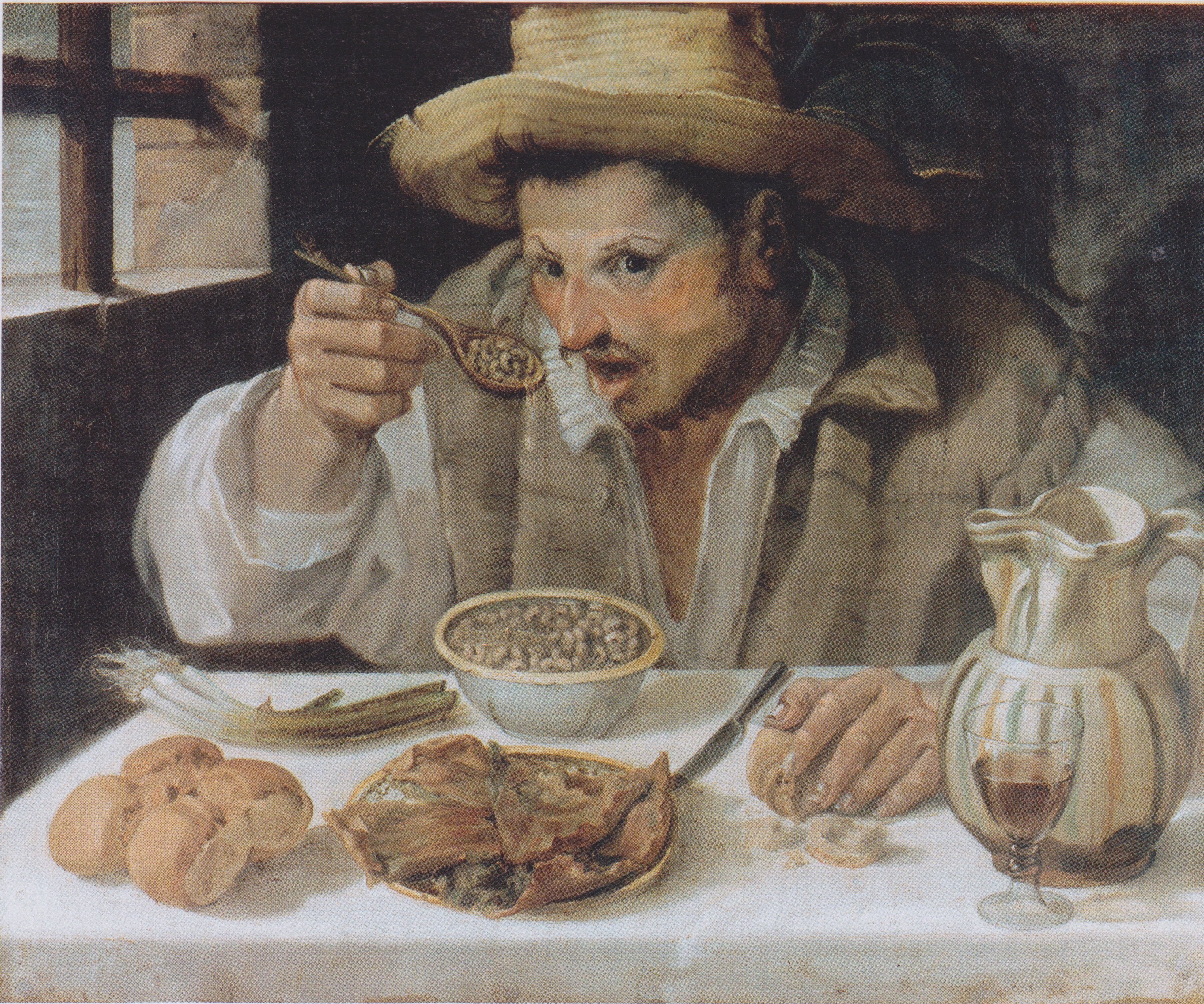
Hombre comiendo judías (1580-1590) de Annibale Carracci.

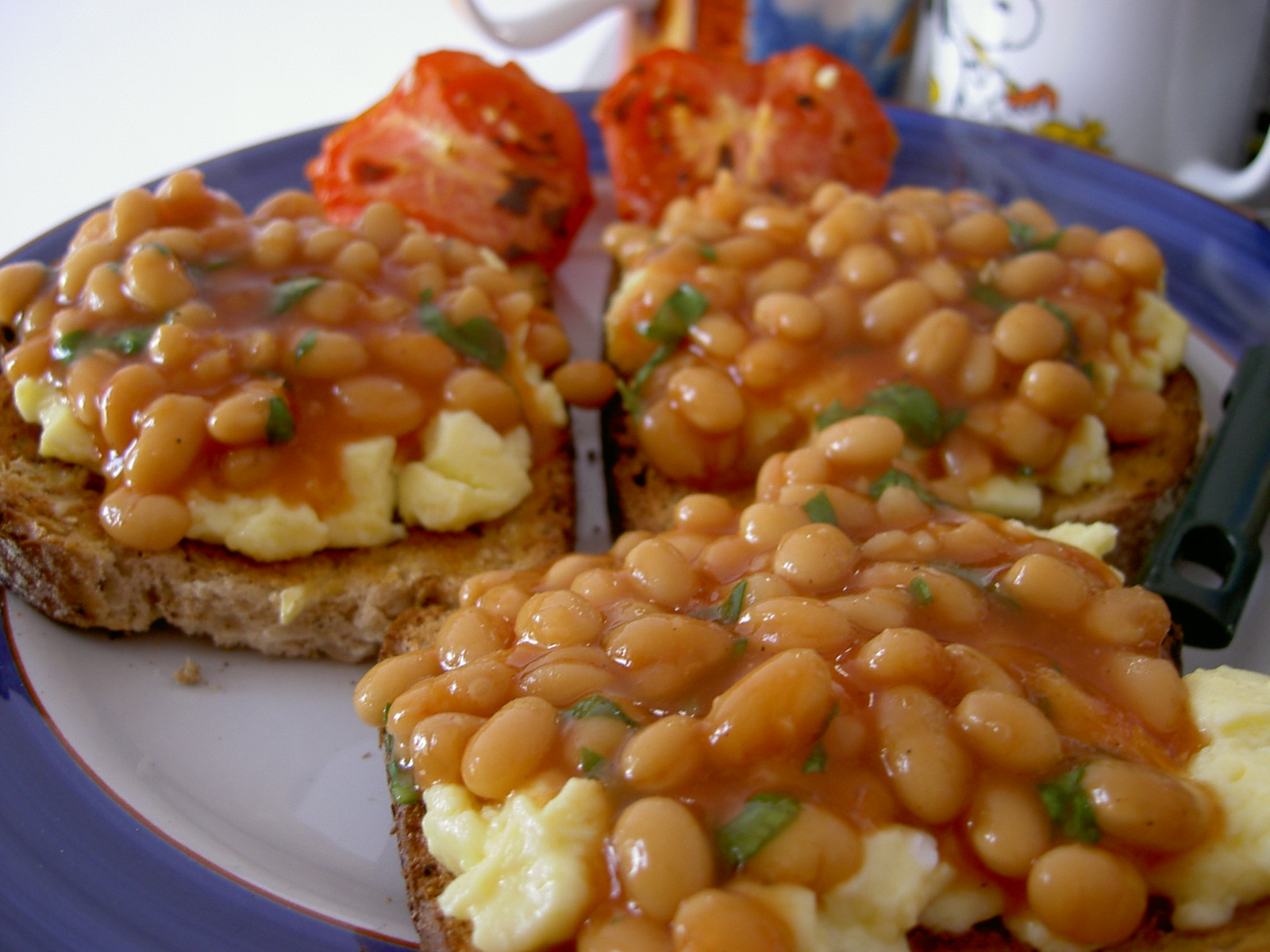
Frijoles cocidos sobre tostadas (con huevo).

Los frijoles son una de las plantas más antiguas de cultivo. Los frijoles, también llamados habas, en su estado silvestre del tamaño de una uña pequeña, se recolectaban en Afganistán y las estribaciones del Himalaya. En una forma mejorada de los tipos naturales, se cultivaron en Tailandia desde principios del séptimo milenio a. C., antes que la cerámica. Fueron depositados con los muertos en el antiguo Egipto. No fue sino hasta el segundo milenio a. C. que aparecieron las habas cultivadas de semillas grandes en el Egeo, Iberia y la Europa transalpina. En la Ilíada (siglo VIII a. C.) hay una mención pasajera de frijoles y garbanzos arrojados en el suelo para su trilla.
Los frijoles fueron una fuente importante de proteínas a lo largo de la historia del Viejo y Nuevo Mundo, y todavía lo son hoy.
Los frijoles domesticados más antiguos que se conocen en América se encontraron en la cueva de Guitarrero, un sitio arqueológico en Perú, y datan de alrededor del segundo milenio a. C. [13] Sin embargo, los análisis genéticos del frijol común Phaseolus muestran que se originó en Mesoamérica y posteriormente se extendió hacia el sur, junto con el maíz y la calabaza, cultivos asociados tradicionales. [14]
La mayoría de los tipos que se comen comúnmente frescos o secos, los del género Phaseolus, provienen originalmente de América, siendo vistos por primera vez por un europeo cuando Cristóbal Colón, mientras exploraba lo que pudo haber sido las Bahamas, los encontró creciendo en los campos. Los pueblos precolombinos domesticaron cinco tipos de frijoles Phaseolus [15] : frijoles comunes ( P. vulgaris ) cultivados desde Chile, Colombia hasta la parte norte de lo que hoy es Estados Unidos, y frijoles lima y sieva ( P. lunatus ), como así como los teparies menos ampliamente distribuidos ( P. acutifolius ), fríjol rojo ( P. coccineus ) y frijol polyanthus (P. polyanthus). [16] Un uso especialmente famoso de los frijoles por parte de los pueblos precolombinos tan al norte como la costa atlántica es el método decultivo de plantas complementarias de las " Tres Hermanas ":
En el Nuevo Mundo, muchas tribus cultivaban frijoles junto con maíz y calabaza. El maíz no se plantaba en hileras como lo hace la agricultura europea, sino en forma de tablero de ajedrez/hexágono a través de un campo, en parches separados de uno a seis tallos cada uno.
Los frijoles se plantaban alrededor de la base de los tallos en desarrollo y se abrían camino hacia arriba a medida que crecían los tallos. Todos los frijoles americanos en ese momento eran plantas trepadoras, y los "frijoles de arbusto" se criaron solo más recientemente. Los tallos de maíz funcionaban como enrejado para los frijoles, y los frijoles proporcionaban el nitrógeno que tanto necesita el maíz.
Se plantaban calabazas en los espacios entre las parcelas de maíz en el campo. El maíz les proporcionaba un ligero refugio del sol, daba sombra al suelo y reducía la evaporación, además de disuadir a muchos animales de atacar el maíz y los frijoles porque sus enredaderas gruesas y peludas y sus hojas anchas y rígidas son difíciles o incómodas para que las atraviesen los animales como ciervos y mapaches o aterricen los cuervos en ellas.
Los frijoles secos provienen tanto de las variedades de habas del Viejo Mundo (habas) como de las variedades del Nuevo Mundo (riñón, negro, arándano, pinto, azul marino/alcachofa).
Los frijoles son una planta heliotrópica, lo que significa que las hojas se inclinan a lo largo del día para mirar hacia el sol. Por la noche, se colocan en una posición plegada de "sueño".

## Flatulencia
Muchas alubias comestibles, como las habas, las alubias blancas, las alubias rojas y la soja, contienen oligosacáridos (en particular rafinosa y estaquiosa), un tipo de molécula de azúcar que también se encuentra en la col. Para digerir correctamente estas moléculas de azúcar es necesaria una enzima antioligosacáridos. Como el tracto digestivo humano normal no contiene enzimas antioligosacáridos, los oligosacáridos consumidos suelen ser digeridos por bacterias en el intestino grueso. Este proceso de digestión produce gases, como el metano, que se liberan en forma de flatulencia.

## Producción

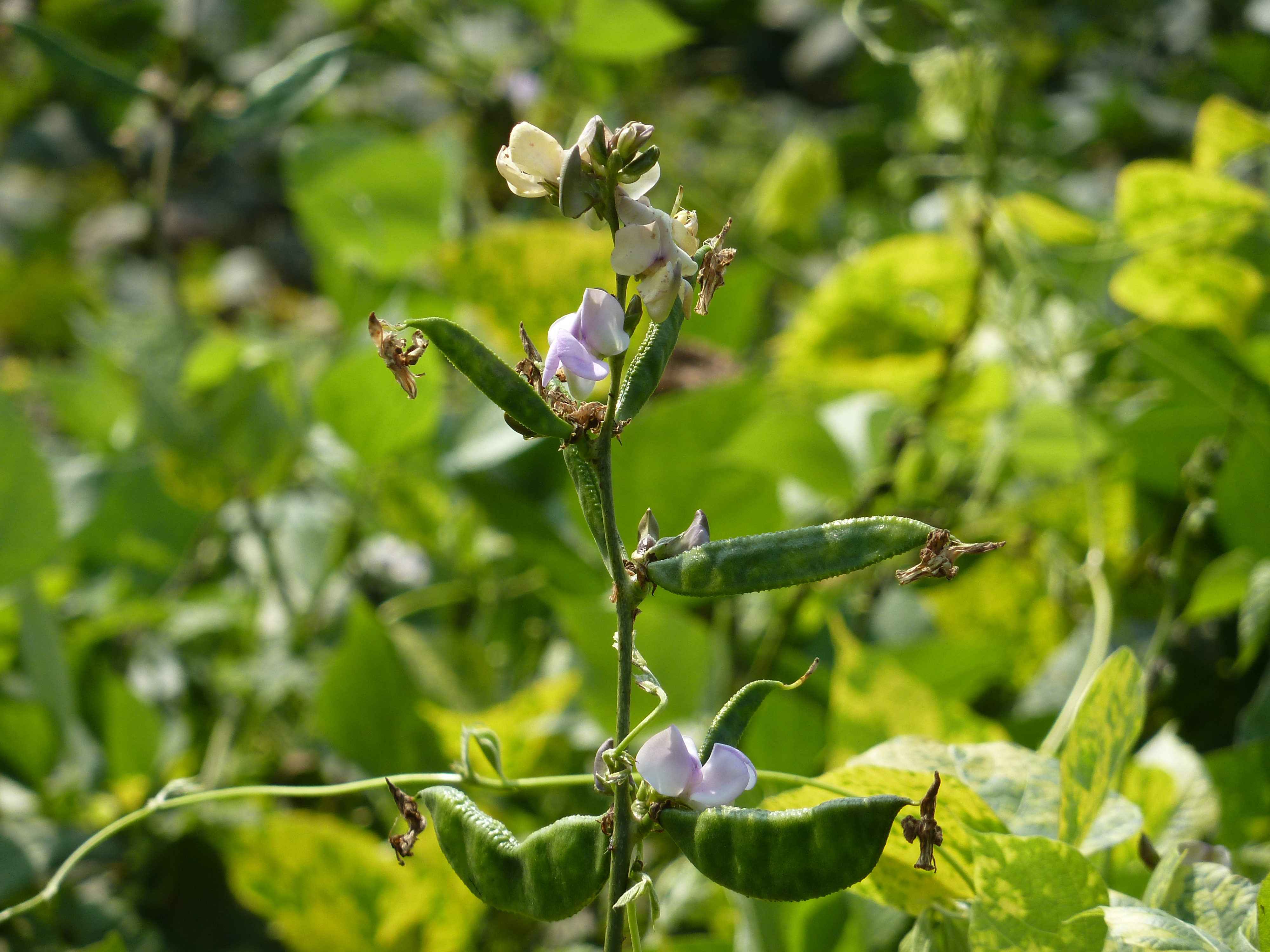
Planta de frijoles negros con flores del género Lablab cultivada en Bengala Occidental, India.

La FAO publica información sobre la producción de leguminosas en tres categorías. 1 Legumbres secas: todas las semillas de leguminosas maduras y secas excepto soja y maní. 2 Cultivos oleaginosos: soja y maní. 3 Verduras frescas: frutos verdes inmaduros de legumbres. A continuación se ofrece una visión general de los datos de la FAO.
| Cultivos [Código FAO]            | 1961  | 1981  | 2001   | 2015   | 2016   | 2016 /1961 | Nota                                                                               |
| -------------------------------- | ----- | ----- | ------ | ------ | ------ | ---------- | ---------------------------------------------------------------------------------- |
| Legumbres, total [1726] (secas)  | 40,78 | 41,63 | 56,23  | 77,57  | 81,80  | 2,01       | La producción por habitante ha disminuido.                                         |
| Semillas oleaginosas (secas)     |       |       |        |        |        |            |                                                                                    |
| Soja [236]                       | 26,88 | 88,53 | 177,02 | 323,20 | 334,89 | 12,46      | Drástico aumento impulsado por la demanda de piensos y combustibles para animales. |
| Maní, con cáscara [242]          | 14,13 | 20,58 | 35,82  | 45,08  | 43,98  | 3,11       |                                                                                    |
| Semillas frescas (80 - 90% agua) |       |       |        |        |        |            |                                                                                    |
| Frijoles verdes [414]            | 2,63  | 4,09  | 10,92  | 23,12  | 23,60  | 8,96       |                                                                                    |
| Guisantes verdes [417]           | 3,79  | 5,66  | 12,41  | 19,44  | 19,88  | 5,25       |                                                                                    |

"Leguminosas, total [1726] (secas)" es la cantidad total de todas las leguminosas secas que se consumen principalmente como alimento. La producción en 2016 fue de 81,80 millones de toneladas. La producción de leguminosas secas en 2016 aumentó hasta 2,0 veces con respecto a la producción de 1961, mientras que el aumento de la población fue de 2,4 veces.
Los principales cultivos en el "excedente total de legumbres [1726]" son „frijoles, secos [176]” 26,83 millones de toneladas, „guisantes, secos [187]” 14,36 millones de toneladas, „garbanzos [191]” 12,09 millones de toneladas, „alubia ojo de perdiz [195]” 6,99 millones de toneladas, „lentejas [201]” 6,32 millones de toneladas, „guandúes [197]” 4,49 millones de toneladas, „frijoles, habas de caballo [181]” 4,46 millones de toneladas. En general,  el consumo per cápita de legumbres ha disminuido desde 1961.Las excepciones son las lentejas y la alubia ojo de perdiz.
|    | País           | 2016  | Porcentaje | Notas |
| -- | -------------- | ----- | ---------- | ----- |
|    | Total          | 81,80 | 100%       |       |
| 1  | India          | 17,56 | 21,47%     |       |
| 2  | Canadá         | 8,20  | 10,03%     |       |
| 3  | Birmania       | 6,57  | 8,03%      |       |
| 4  | China          | 4,23  | 5,17%      |       |
| 5  | Nigeria        | 3,09  | 3,78%      |       |
| 6  | Rusia          | 2,94  | 3,60%      |       |
| 7  | Etiopía        | 2,73  | 3,34%      |       |
| 8  | Brasil         | 2,62  | 3,21%      |       |
| 9  | Australia      | 2,52  | 3,09%      |       |
| 10 | Estados Unidos | 2,44  | 2,98%      |       |
| 11 | Níger          | 2,06  | 2,51%      |       |
| 12 | Tanzania       | 2,00  | 2,45%      |       |
|    | otros          | 24,82 | 30,34%     |       |

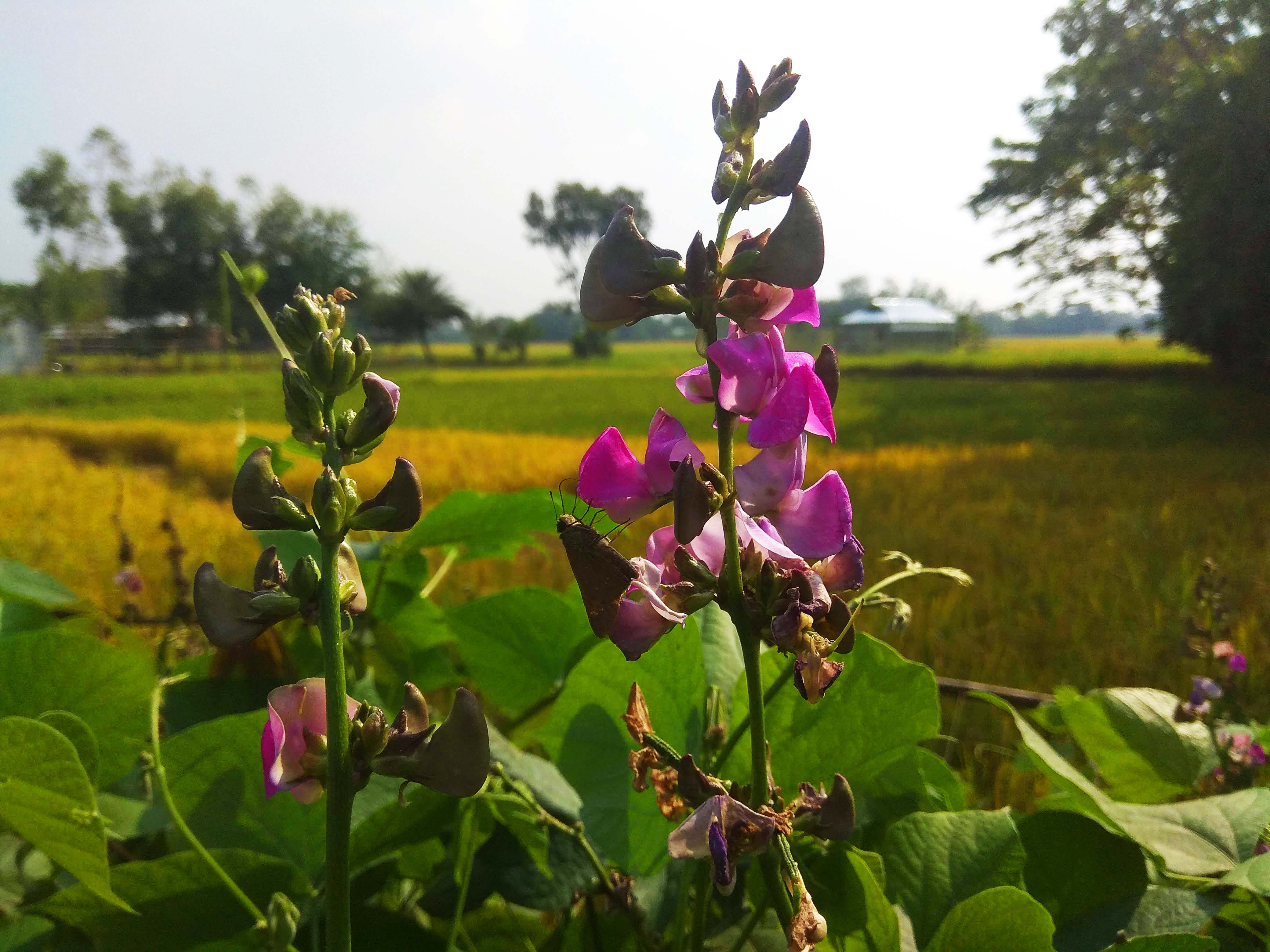
Flor de frijol en Jamalpur, Mymensingh, Bangladés.

El líder mundial en la producción de frijoles secos. (-{Phaseolus spp}-)es Myanmar (Birmania), seguido de India y Brasil. En África, el productor más importante es Tanzania.
| Los diez principales productores de frijoles secos (-{Phaseolus spp}-) — 2013. | Los diez principales productores de frijoles secos (-{Phaseolus spp}-) — 2013. | Los diez principales productores de frijoles secos (-{Phaseolus spp}-) — 2013. | Los diez principales productores de frijoles secos (-{Phaseolus spp}-) — 2013. | Los diez principales productores de frijoles secos (-{Phaseolus spp}-) — 2013. |
| País | Producción (tonelada)                                                          | Notas                                                                          |                                                                                |                                                                                |
| --- | ------------------------------------------------------------------------------ | ------------------------------------------------------------------------------ | ------------------------------------------------------------------------------ | ------------------------------------------------------------------------------ |
| Birmania | 3.800.000                                                                      | F                                                                              |                                                                                |                                                                                |
| India | 3.630.000                                                                      |                                                                                |                                                                                |                                                                                |
| Brasil | 2.936.444                                                                      | A                                                                              |                                                                                |                                                                                |
| China | 1.400.000                                                                      | *                                                                              |                                                                                |                                                                                |
| México | 1.294.634                                                                      |                                                                                |                                                                                |                                                                                |
| Tanzania | 1.150.000                                                                      | F                                                                              |                                                                                |                                                                                |
| Estados Unidos | 1.110.668                                                                      |                                                                                |                                                                                |                                                                                |
| Kenia | 529,265                                                                        | F                                                                              |                                                                                |                                                                                |
| Uganda | 461,000                                                                        | *                                                                              |                                                                                |                                                                                |
| Ruanda | 438,236                                                                        |                                                                                |                                                                                |                                                                                |
| Mundo | 23.139.004                                                                     | A                                                                              |                                                                                |                                                                                |
| Sin símbolos = valores oficiales, P = valor oficial, F = estimación de la FAO, * = datos no oficiales/semioficiales, C = valor calculado A = agregado (puede incluir valores oficiales, semioficiales o estimados); |                                                                                |                                                                                |                                                                                |                                                                                |